# Sternotomis jeanneli
Sternotomis jeanneli là một loài bọ cánh cứng trong họ Cerambycidae.